# Kärrtorps IP

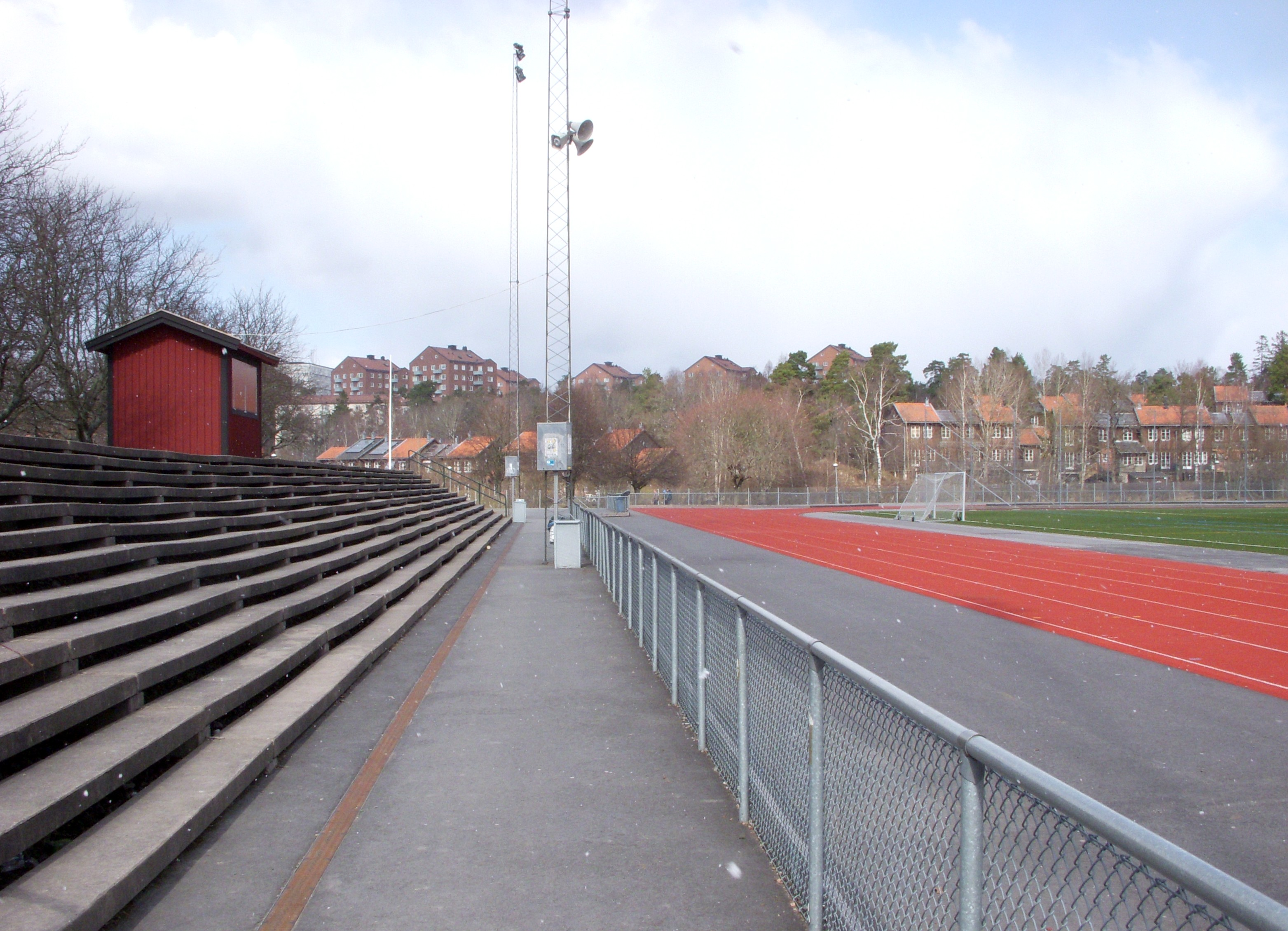
Kärrtorps IP, läktaren.

Kärrtorps IP är en idrottsplats vid Kärrtorpsvägen i stadsdelen Kärrtorp i Söderort inom Stockholms kommun. Kärrtorps IP är hemmaarena för Bagarmossen Kärrtorp BK.
I stadsplanen för Kärrtorp från 1947 avsattes även ett markområde öster om Nytorps gärde som avsåg natur och idrott. Området bestod då av en myr, kallad Finlands Mosse. År 1966 anlades Kärrtorps idrottsplats här, delvis på mark från Nackareservatet  som införlivades med Stockholm 1960. 
Vid invigningen 10 september 1966 bestod anläggningen av en stor fotbollsplan av gräs, en handbollsplan, löparbanor samt anläggningar för hopp och kast samt fyra tennisbanor med tre Barracuda-tält för bruk vintertid. Under den kallare årstiden fanns även en konstfrusen utomhusrink vars läktare rymde 1.400 åskådare. Nacka Skoglund spelade på idrottsplatsen i Kärrtorps IK efter proffsåren i Italien och Hammarby IF 1964–67. Premiären mot Gustavsberg i april 1968 drog 1.700 åskådare. 1974 tillkom en motionscentral som drevs i privat regi.
Idag är fotbollsplanen försedd med konstgräs och löparbanorna har allvädersbeläggning.
Under År 2004 genomfördes ett programarbete för kompletteringsbebyggelse i Kärrtorp och dess närområde. Programmet “Framtida Kärrtorp” innehöll även ett detaljplaneförslag på utveckling av Kärrtorps IP, som inkluderar en framtida ishall.
För närvarande (2014) finns tillgänglig:
- 3 stycken 11-manna konstgräs,
- Amerikansk fotbollsplan, (samma plan som fotbollsplanen)
- Konstisrink (1800 m²),
- Bouleplan,
- Beachvolleyboll,
- Löparbana,
- Friidrott,
- Klubblokal,
- Tennishall.